# Иваново-Вознесенский политехнический институт
Ивано́во-Вознесе́нский политехни́ческий институ́т (ИВПИ) — высшее учебное заведение, существовавшее в городе Иваново-Вознесенске с 1918 по 1930 год. Был создан на базе Рижского политехнического института, эвакуированного в Россию во время Первой мировой войны. В 1930 году ИВПИ был расформирован, а на основе его факультетов созданы самостоятельные отраслевые вузы.
Комплекс зданий ИВПИ на Шереметевском проспекте, дом 7, строился в 1928—1937 годах по проекту академика архитектуры И. А. Фомина в стиле «пролетарская классика». Ансамбль включал четыре основных здания: главный корпус (1937), химический корпус (1930), рабочий факультет (1934) и библиотеку (1931).
В настоящее время в корпусах бывшего ИВПИ располагаются Ивановский государственный политехнический университет (ИвГПУ) и Ивановский государственный химико-технологический университет (ИГХТУ).

## История

### Предпосылки создания
Идея создания высшего технического учебного заведения в Иваново-Вознесенске, крупном центре текстильной промышленности России, обсуждалась ещё до революции 1917 года. В ноябре 1913 года в городе читал лекцию редактор-издатель журнала «Вестник мануфактурной промышленности» Чедомир Иоксимович, который указывал на необходимость поднятия уровня технического образования в регионе для конкуренции с Лодзинским промышленным районом Царства Польского. Он предлагал создать «Мануфактурный институт», используя как базу уже существовавшие в городе низшее механико-техническое училище, школу колористов и рисовальную школу. Однако в 1913 году местные фабриканты не поддержали эту идею из-за переживаемой отраслью депрессии.
Новый импульс идея получила в годы Первой мировой войны, когда текстильная промышленность центрального региона испытала подъём из-за прекращения работы фабрик Западного края и роста цен на ткани. В ноябре 1916 года во Владимире было создано «организационное бюро съезда Владимирских фабрикантов и заказчиков по техническому образованию» под руководством вязниковского льнопромышленника А. Ф. Малинина. Бюро предлагало учредить во Владимирской губернии техническое учебное заведение (техникум) среднего звена с шестью факультетами (прядения, ткачества, крашения и др.) для подготовки «узких специалистов». Иваново-вознесенские фабриканты в этом бюро представлены не были.
На собрании фабрикантов в Москве 27 ноября 1916 года, созванном по инициативе Малинина, возникли разногласия. Малинин предлагал создать техникум во Владимире на базе Мальцевского ремесленного училища. Однако иваново-вознесенские фабриканты, в частности Н. Г. Бурылин и Д. Г. Бурылин, выступили против, настаивая на создании именно высшего технического учебного заведения и именно в Иваново-Вознесенске как промышленном центре. Собрание не пришло к единому решению. Дальнейшим планам помешала и позиция владимирского земства, не поддержавшего реорганизацию своего училища. Февральская революция окончательно похоронила эти дореволюционные инициативы. Трагически сложилась судьба главного энтузиаста владимирского проекта А. Ф. Малинина: не выдержав краха своих планов и революционных потрясений, он покончил с собой в июне 1917 года.

### Эвакуация РПИ и создание ИВПИ
Возможность для создания вуза в Иваново-Вознесенске появилась в 1918 году благодаря эвакуации Рижского политехнического института (РПИ). В 1915 году, в связи с наступлением немецких войск на Ригу, РПИ был эвакуирован в Москву. Институт с профессорско-преподавательским составом (немцы, латыши, русские), студентами, оборудованием лабораторий и библиотекой (около 100 тыс. томов) был размещён в Москве, но из-за нехватки помещений его факультеты оказались разбросаны по пяти разным учебным заведениям в разных частях города.
Несмотря на трудности, РПИ продолжал работать в Москве в 1915—1918 годах. Летом 1917 года была предпринята попытка вернуть институт в Ригу, но она провалилась из-за взятия Риги немецкими войсками. К весне 1918 года из-за продовольственных трудностей в Москве и неопределённости статуса РПИ (часть преподавателей и студентов стремилась вернуться в оккупированную немцами Латвию) встал вопрос о его перемещении в один из провинциальных городов России.
19 марта 1918 года иваново-вознесенский юрист, краевед и общественный деятель И. И. Власов, узнав из газет о проблемах РПИ, по собственной инициативе отправился в Москву для переговоров о переводе института в Иваново-Вознесенск. Он встретился с проректором Х. И. Виттлихом, ректором профессором П. И. Вальденом и председателем попечительского совета РПИ Б. К. фон Шубертом. Руководство института, особенно фон Шуберт, отнеслось к идее переезда в рабочий Иваново-Вознесенск скептически и враждебно, рассматривая РПИ как достояние Остзейского края. Однако Власову удалось найти поддержку у студентов РПИ. 20 апреля 1918 года он выступил на собрании исполнительного комитета студентов, где его предложение было встречено с интересом. Студенческий комитет предоставил Власову справку о структуре института (6 факультетов: механический, химический, инженерный, агрономический, коммерческий, архитектурно-строительный) и численности студентов (1498 человек на начало 1917/18 учебного года, из них не более 20 % — уроженцы Прибалтики). Студенты заверили Власова, что большинство готово переехать в Иваново-Вознесенск.

### Основание и первые годы
Вернувшись в Иваново-Вознесенск, И. И. Власов представил информацию городской управе, но первоначально получил отказ. Однако вскоре идея получила поддержку новых властей. Губернский комиссар просвещения И. Е. Любимов заявил о переводе РПИ как об «очередной задаче текущего дня».
Ключевую роль в решении вопроса сыграл М. В. Фрунзе, председатель Иваново-Вознесенского губисполкома. 2 мая 1918 года под его председательством состоялось расширенное совещание с участием представителей советских органов, кооперативов, союзов техников и служащих. М. В. Фрунзе решительно поставил вопрос о необходимости открытия в городе высшей технической школы путём перевода РПИ. На совещании обсуждались практические вопросы: переводить ли институт целиком или только профильные для региона факультеты (например, агрономический, используя капиталы Я. П. Гарелина и земские средства), обеспечение материальной базы, помещений для занятий и жилья для профессоров и студентов. Совещание приняло решение о желательности перевода РПИ в полном составе и выразило готовность оказать материальную поддержку. Была избрана делегация для переговоров в Москве, в состав которой включили и И. И. Власова.
14 мая 1918 года вопрос обсуждался в Москве на заседании Государственной комиссии по просвещению. Выяснилось, что на РПИ претендует и германское правительство, считая его «немецким» вузом, созданным на немецкие деньги. Однако докладчик от Наркомпроса профессор Артемьев и выступивший затем М. В. Фрунзе обосновали права Советской России на институт, построенный и содержавшийся на средства российского правительства. Фрунзе подчеркнул заинтересованность Иваново-Вознесенска, готовность предоставить условия и поддержку студенчества.
В результате Государственная комиссия постановила признать необходимостью открытие политехникума в Иваново-Вознесенске и использовать для этой цели «все имеющиеся на территории Российской Советской Республики средства, как наличного состава, так и имуществ Рижского техникума».
6 августа 1918 года Председатель Совнаркома В. И. Ленин подписал декрет «Об учреждении Иваново-Вознесенского Политехнического института». Согласно декрету, ИВПИ создавался на базе эвакуированного РПИ и включал факультеты: химический, сельскохозяйственный, социально-экономический, инженерно-строительный, текстильный (прядильно-ткацкий) и фабрично-заводских механиков.

### Развитие и реорганизация

Преподаватели и студенты ИВПИ (1922). Сидят: второй слева — В. В. Сушков, третий слева — А. А. Борнеман, в центре — А. И. Некрасов

В первые годы институт испытывал значительные трудности с размещением факультетов и организацией учебного процесса. Занятия проводились в приспособленных помещениях в разных частях города. Только в конце 1920-х годов началось строительство единого комплекса зданий по проекту И. А. Фомина.
Структура института менялась:
- В 1920 году был открыт Рабочий факультет (рабфак).
- В 1921 году на базе сельскохозяйственного факультета был создан Лесной факультет, просуществовавший до 1922 года[9].
- В 1922 году был закрыт Социально-экономический факультет[9].
- В 1922 году Прядильно-ткацкий факультет был объединён с факультетом фабрично-заводских механиков в Инженерно-механический факультет[9].
- В 1927 году был вновь создан Текстильный факультет[9].

### Ликвидация

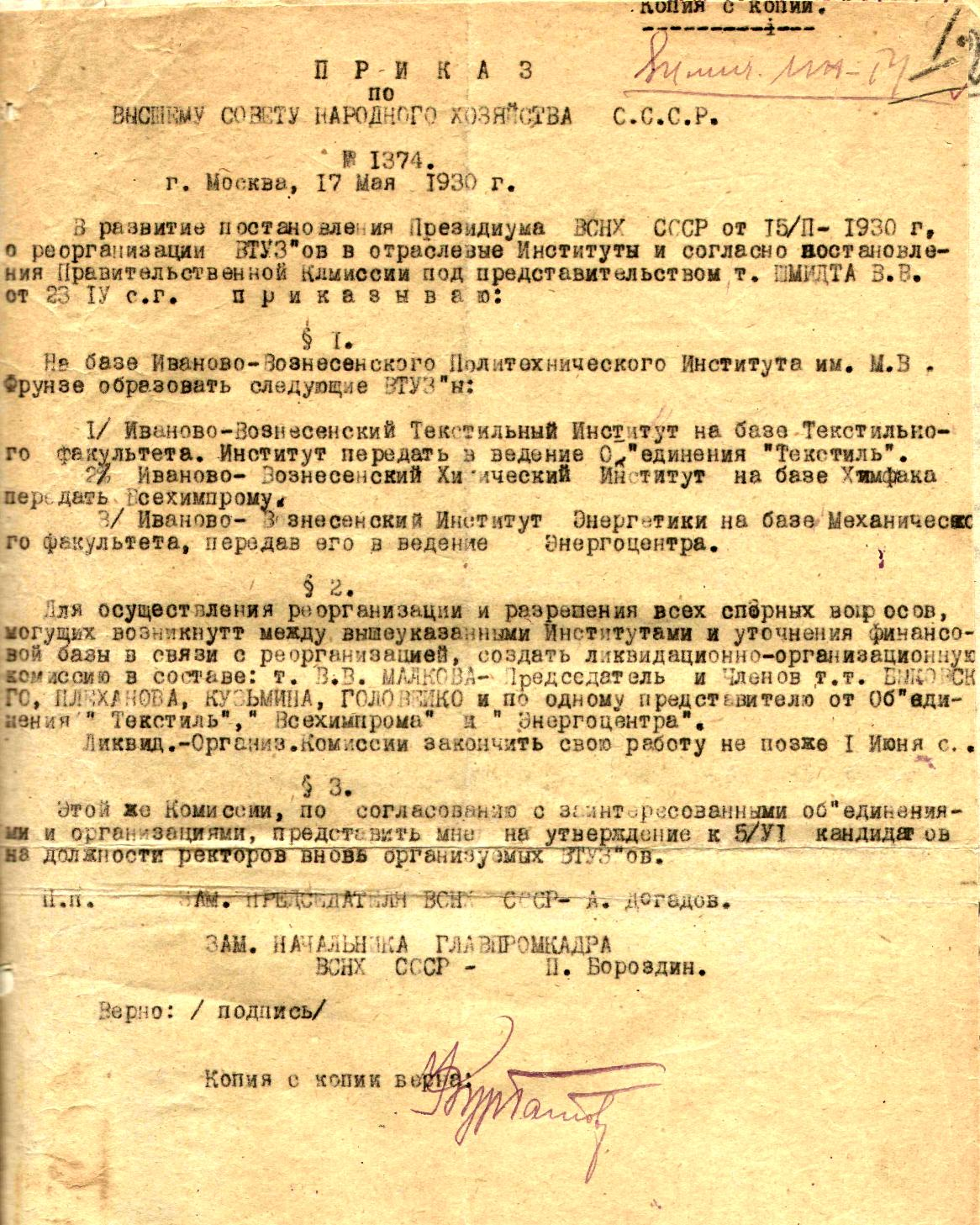
Приказ по ВСНХ СССР о разделении Иваново-Вознесенского Политехнического Института на Иваново-Вознесенский Текстильный Институт, Иваново-Вознесенский Химический Институт и Иваново-Вознесенский Институт Энергетики от 17 мая 1930 года

В ходе реформы высшего образования в СССР, направленной на создание отраслевых вузов для нужд индустриализации, Иваново-Вознесенский политехнический институт был расформирован. Приказом ВСНХ СССР от 17 мая 1930 года на базе факультетов ИВПИ были созданы четыре самостоятельных института:
- Ивановский химико-технологический институт (ИХТИ, ныне ИГХТУ) — на базе химического факультета[11].
- Ивановский текстильный институт им. М. В. Фрунзе (ИвТИ, ныне Текстильный институт ИВГПУ) — на базе текстильного факультета[12].
- Ивановский энергетический институт (ИЭИ, ныне ИГЭУ) — на базе инженерно-механического факультета[13].
- Ивановский сельскохозяйственный институт (ИСХИ, ныне ИГСХА) — на базе сельскохозяйственного (агрономического) факультета.

Инженерно-строительный факультет был закрыт в том же 1930 году.

## Ректоры института
- 10.1918 — 09.1921 — Михаил Николаевич Берлов
- 09.1921 — 10.1922 — Александр Иванович Некрасов
- 10.1922 — 1924 — Николай Николаевич Ворожцов
- 1924—1927 — Вячеслав Владимирович Сушков
- 1927 — 05.1930 — Владимир Владимирович Малков

## Архитектура
В 1928 году был проведён всесоюзный конкурс на разработку единого комплекса учебных корпусов ИВПИ. Победил проект академика архитектуры И. А. Фомина, выполненный в стиле «пролетарская классика». Строительство велось в 1928—1937 годах под руководством местного архитектора А. И. Панова, возглавлявшего проектно-строительное бюро ИВПИ.
Ансамбль ИВПИ стал монументальным градостроительным проектом, занявшим несколько городских кварталов. Композиционной осью является Шереметевский проспект, на который выходят главные фасады зданий. И. А. Фомин в рамках своей концепции «пролетарской классики» сочетал элементы классицизма (ордерные системы с колоннами и пилястрами, портики, фронтоны) с приёмами конструктивизма (большие прямоугольные окна, ленточное остекление, упрощённые формы). Характерной чертой стиля Фомина стало использование сдвоенных и строенных колонн («пучковый ордер»).

### Здание химического факультета (1930)
Корпус химического факультета (ныне главный корпус ИГХТУ) — наиболее значительное здание комплекса. Состоит из четырёх трёхэтажных корпусов, расположенных уступами параллельно друг другу, и объединённых пятым, перпендикулярным объёмом. Главный вход оформлен портиком с шестью колоннами (сдвоенные по краям, две каннелированные в центре) и фронтоном. В тимпан фронтона вписан барельеф с серпом и молотом и аббревиатурой института. Простенки между крупными окнами фасада оформлены широкими каннелированными пилястрами.

### Главный корпус (1937)
Главный корпус (ныне Текстильный институт ИВГПУ) состоит из нескольких связанных трёхэтажных объёмов. Композиция фасада основана на чередовании прямоугольных окон и каннелированных пилястр. Центром является восьмиколонный портик главного входа с фронтоном. Колонны портика сгруппированы по три на флангах, две центральные колонны — каннелированные. Внутренняя планировка основана на коридорной системе. В фасадной части расположены вестибюль, аудитории и кабинеты; в корпусах, уходящих вглубь квартала, — лаборатории, спортивный зал и библиотека.

### Здание библиотеки (1930)

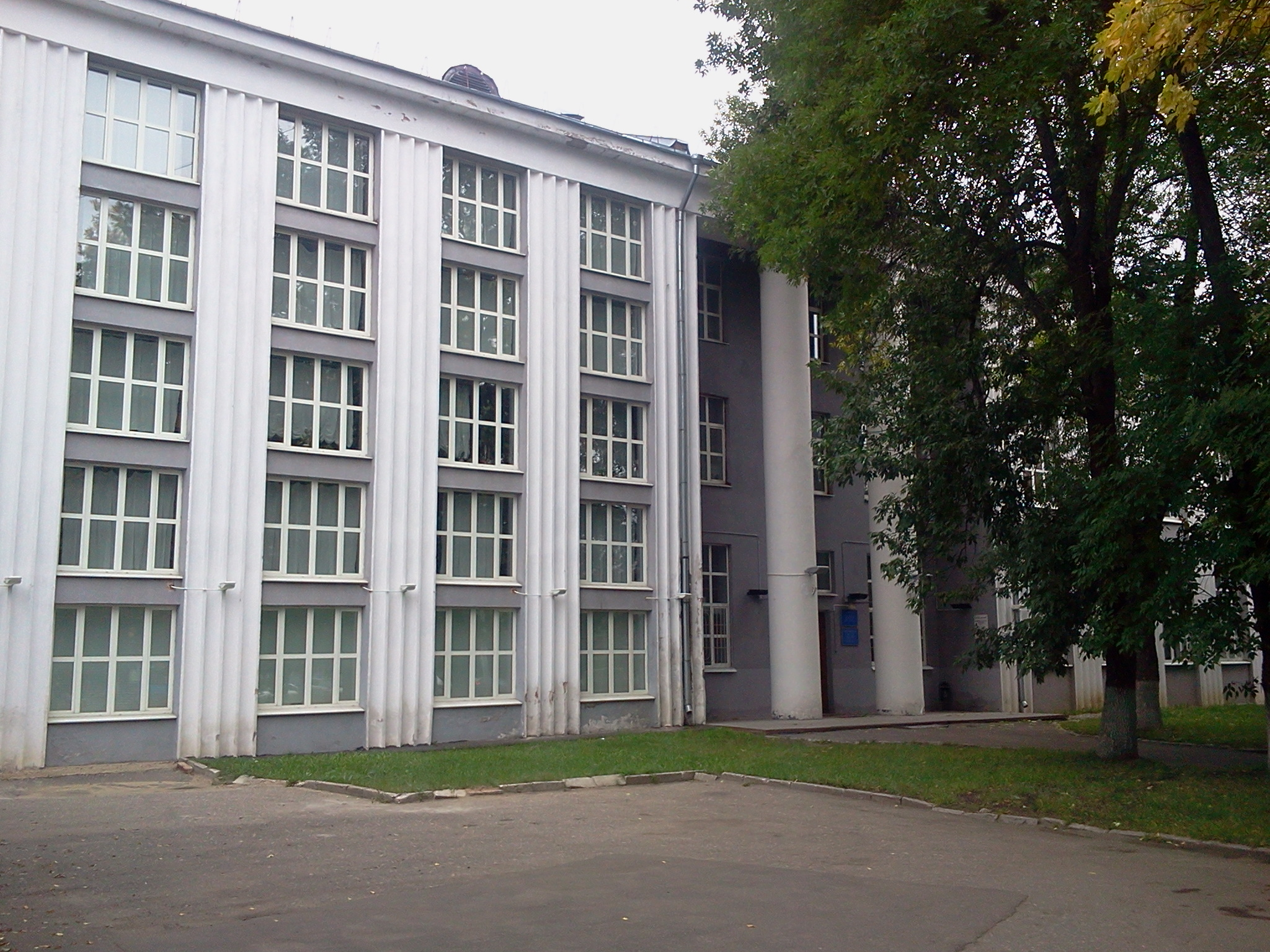
Здание библиотеки ИВПИ (ныне Ивановская областная универсальная научная библиотека)

Здание библиотеки (ныне Ивановская областная универсальная научная библиотека) вытянуто вдоль Шереметевского проспекта. К основному прямоугольному объёму перпендикулярно примыкает меньший корпус. В центре главного фасада — двухколонный портик. Несмотря на одинаковую высоту, здание имеет разную этажность: левая часть (книгохранилище) — пятиэтажная, правая (читальные залы) — двухэтажная.

### Здание рабочего факультета (1934)
Корпус рабочего факультета (ныне аудиторный корпус ИГХТУ) имеет Г-образную форму в плане. Композиция фасадов строится на чередовании сдвоенных колонн ионического ордера, больших окон и гладких оштукатуренных стен. Первоначально здание имело башню на левом фланге, которая была утрачена в 1940-х годах. В 1967 году со двора пристроен спортзал.

## Наследие
Несмотря на относительно недолгое существование (12 лет), Иваново-Вознесенский политехнический институт сыграл важную роль в становлении системы высшего образования в регионе. Созданные на его базе отраслевые институты (химико-технологический, текстильный, энергетический, сельскохозяйственный) стали основой научно-образовательного комплекса Иванова и продолжают свою деятельность (частично объединившись в Ивановский политехнический университет). Архитектурный ансамбль ИВПИ является одним из наиболее значительных памятников советской архитектуры 1920—1930-х годов.